# Guido Binkau
Guido Binkau (* 11. November 1900 in Bad Vöslau/Niederösterreich; † 25. April 1969 in Wien) war ein österreichischer Komponist, Dirigent und Musikpädagoge.

## Leben
Binkau studierte von 1920 bis 1924 an der Wiener Staatsakademie Komposition bei Joseph Marx und Franz Schmidt, Dirigieren bei Clemens Krauss und Leopold Reichwein und Klavier bei Józef Hofmann. Er wirkte dann als Assistent an der Opernschule des Neuen Wiener Konservatoriums und Theaterkapellmeister in Karlsruhe und Lübeck.
Ab 1932 leitete er die Sonntags-Sinfoniekonzerte der Gesellschaft der Musikfreunde in Wien. Zugleich wurde er Zweiter Chorleiter der Wiener Singakademie. Nach dem Zweiten Weltkrieg leitete er die Opernschule der Horak’schen Musikschule. 1949 wurde er Korrepetitor an der Wiener Musikakademie, später übernahm er dort die Leitung der Opernschule.
Zum kompositorischen Werk Binkaus gehören zwei Sinfonien (Die Nacht und Sinfonia epica) und eine Chor-Symphonie in Form einer Messe, die Kantate Das innere Licht, ein Cellokonzert, Kammermusik und der Liedzyklus Ottilie.